# Список университетов и колледжей Фуцзяна
Ниже приведен список университетов и колледжей провинции Фуцзянь (Китай).

## Обозначения
В статье используются следующие обозначения:
- Национальный: учебное заведение, управляемое одним из национальных ведомств.
- Провинциальный: учебное заведение, управляемое властями провинции.
- Частный: частное учебное заведение.
- Независимый: независимое учебное заведение.
- Ω (национальные ключевые университеты[англ.]): университеты имеющие высокий уровень поддержки со стороны центрального правительства КНР.

## Университеты
| Название                                               | Китайское название | Год  | Тип                 | Город     | Ссылка                   | Примечания                                                                                      |
| ------------------------------------------------------ | ------------------ | ---- | ------------------- | --------- | ------------------------ | ----------------------------------------------------------------------------------------------- |
| Сямыньский университет                                 | 厦门大学           | 1921 | Национальный (МОК)  | Сямынь    | http://www.xmu.edu.cn    | Ω (недоступная ссылка) участник «Проекта 985»                                                   |
| Фучжоуский университет                                 | 福州大学           | 1958 | Провинциальный      | Фучжоу    | http://www.fzu.edu.cn/   | Ω (недоступная ссылка) участник «Проекта 211»                                                   |
| Фуцзянский педагогический университет                  | 福建师范大学       | 1907 | Провинциальный      | Фучжоу    | http://www.fjnu.edu.cn/  |                                                                                                 |
| Фуцзянский университет сельского и лесного хозяйства   | 福建农林大学       | 1936 | Провинциальный      | Фучжоу    | http://www.fafu.edu.cn   | (недоступная ссылка)                                                                            |
| Университет Хуацяо                                     | 华侨大学           | 1960 | Национальный (OCAO) | Фучжоу    | http://www.hqu.edu.cn    | Участник (недоступная ссылка) провинциального проекта по созданию университетов высокого уровня |
| Цзимейский университет                                 | 集美大学           | 1918 | Провинциальный      | Цзимэй    | http://www.jmu.edu.cn/   | (недоступная ссылка)                                                                            |
| Фуцзянский медицинский университет                     | 福建医科大学       | 1937 | Провинциальный      | Фучжоу    | http://www.fjmu.edu.cn/  |                                                                                                 |
| Фуцзянский университет традиционной китайской медицины | 福建中医药大学     | 1958 | Провинциальный      | Фучжоу    | http://www.fjtcm.edu.cn/ |                                                                                                 |
| Миннанский педагогический университет                  | 闽南师范大学       | 1958 | Провинциальный      | Чжанчжоу  | http://www.mnnu.edu.cn/  | (недоступная ссылка)                                                                            |
| Фуцзянский технологический университет                 | 福建工程学院       | 1896 | Провинциальный      | Фучжоу    | http://www.fjut.edu.cn/  |                                                                                                 |
| Сямэньский технологический университет                 | 厦门理工学院       | 1981 | Провинциальный      | Сямынь    | http://www.xmut.edu.cn/  | Участник (недоступная ссылка) провинциального проекта по созданию университетов высокого уровня |
| Университет Миньцзян                                   | 闽江学院           | 2002 | Провинциальный      | Миньхоу   | http://www.mju.edu.cn/   |                                                                                                 |
| Цюаньчжоуский педагогический университет               | 泉州师范学院       | 1958 | Провинциальный      | Цюаньчжоу | http://www.qztc.edu.cn/  | (недоступная ссылка)                                                                            |
| Фуцзянский университет Цзянся                          | 福建江夏学院       | 2010 | Провинциальный      | Фучжоу    | http://www.fjjxu.edu.cn  | (недоступная ссылка)                                                                            |
| Путяньский университет                                 | 莆田学院           | 2002 | Провинциальный      | Путянь    | http://www.ptu.edu.cn    | (недоступная ссылка)                                                                            |
| Фуцзянский полицейский колледж                         | 福建警察学院       | 1949 | Провинциальный      | Фучжоу    | http://www.fjpsc.edu.cn/ | (недоступная ссылка)                                                                            |
| Саньминский университет                                | 三明学院           | 2004 | Провинциальный      | Саньмин   | http://www.smxy.edu.cn   | (недоступная ссылка)                                                                            |
| Лунъяньский университет                                | 龙岩学院           | 1958 | Провинциальный      | Лунъянь   | http://www.lyun.edu.cn/  | (недоступная ссылка)                                                                            |
| Уишаньский университет                                 | 武夷学院           | 2007 | Провинциальный      | Уишань    | http://www.wuyiu.edu.cn/ |                                                                                                 |
| Ниндэский педагогический университет                   | 宁德师范学院       | 1958 | Провинциальный      | Ниндэ     | http://www.ndsy.edu.cn/  | (недоступная ссылка)                                                                            |
| Фуцзянский университет бизнеса                         | 福建商学院         | 2016 | Провинциальный      | Фучжоу    | http://www.fjcc.edu.cn/  | (недоступная ссылка)                                                                            |
| Сямыньский медицинский колледж                         | 厦门医学院         | 2016 | Провинциальный      | Сямынь    | http://www.xmmc.edu.cn/  |                                                                                                 |
| Фучжоуский университет иностранных языков и торговли   | 福州外语外贸学院   | 2004 | Частный             | Фучжоу    | http://www.fzfu.com/     | (недоступная ссылка)                                                                            |
| Университет Ян Энь                                     | 仰恩大学           | 1987 | Частный             | Цюаньчжоу | http://web.yeu.edu.cn/   | (недоступная ссылка)                                                                            |
| Научно-технологический университет Миньнань            | 闽南理工学院       | 1998 | Частный             | Цюаньчжоу | http://www.mnust.cn/     | (недоступная ссылка)                                                                            |
| Цюаньчжоуский университет информационной инженерии     | 泉州信息工程学院   | 2002 | Частный             | Цюаньчжоу | http://www.qziedu.cn/    | (недоступная ссылка)                                                                            |
| Сямыньский университет Хуася                           | 厦门华厦学院       | 1993 | Частный             | Сямынь    | http://www.hxxy.edu.cn/  | (недоступная ссылка)                                                                            |
| Фучжоуский технологический институт                    | 福州理工学院       | 2004 | Частный             | Цюаньчжоу | http://www.fit.edu.cn/   | (недоступная ссылка)                                                                            |
| Университет Янь Го                                     | 阳光学院           | 2001 | Частный             | Фучжоу    | http://www.ygu.edu.cn/   | (недоступная ссылка)                                                                            |

### Другие
- Сямыньский технологический институт[кит.] (厦门工学院). Цзимэй. Независимый колледж. Основан в 2014 году при участии Университета Хуацяо.[1]
- Колледж Цзягэн Сямыньского университета[кит.] (厦门大学嘉庚学院). Лунхай. Независимый колледж. Основан в 2003 году.[2]
- Университетский колледж Конкордия Фуцзянского педагогического университета[кит.] (福建师范大学协和学院). Миньхоу. Независимый колледж. Основан в 2003 году.[3]
- Колледж Чжичэн Фучжоуского университета[кит.] (福州大学至诚学院). Гулоу. Независимый колледж. Основан в 2003 году.[4]
- Миньнаньский институт науки и технологий Фуцзянского педагогического университета[кит.] (福建师范大学闽南科技学院). Наньань. Независимый колледж. Основан в 2001 году.[5]
- Колледж Дунфан Фуцзяньского университета сельского и лесного хозяйства[кит.] (福建农林大学东方学院). Фучжоу. Независимый колледж. Основан в 2002 году.[6]
- Колледж Цзиньшань Фуцзянского университета сельского и лесного хозяйства[кит.] (福建农林大学金山学院). Фучжоу. Независимый колледж. Основан в 2006 году.[7]
- Университетский колледж Чэнуи Цзимейского университета[кит.] (集美大学诚毅学院). Цзимэй. Независимый колледж. Основан в 2003 году.[8]

## Колледжи
| Название                                                                             | Китайское название       | Год  | Тип            | Город     | Ссылка                     | Примечания                 |
| ------------------------------------------------------------------------------------ | ------------------------ | ---- | -------------- | --------- | -------------------------- | -------------------------- |
| Профессиональный университет Лимин                                                   | 黎明职业大学             | 1984 | Провинциальный | Цюаньчжоу | http://www.lmu.cn/         | (недоступная ссылка)       |
| Цюаньчжоуский медицинский колледж                                                    | 泉州医学高等专科学校     | 1951 | Провинциальный | Цюаньчжоу | http://www.qzygz.com/      | (недоступная ссылка)       |
| Цюаньчжоуский политехнический колледж                                                | 泉州理工职业学院         | 1986 | Частный        | Цюаньчжоу | http://www.qzit.edu.cn/    | (недоступная ссылка)       |
| Цюаньчжоуский профессиональный колледж экономики и бизнеса                           | 泉州经贸职业技术学院     | 1964 | Частный        | Цюаньчжоу | http://www.qzjmc.cn/       | (недоступная ссылка)       |
| Фуцзянский электротехнический профессиональный колледж                               | 福建电力职业技术学院     | 1984 | Провинциальный | Цюаньчжоу | http://www.fjdy.net/       |                            |
| Цюаньчжоуский профессиональный колледж лёгкой промышленности                         | 泉州轻工职业学院         | 2009 | Частный        | Цзиньцзян | http://www.qzqgxy.com/     | (недоступная ссылка)       |
| Фуцзянский профессиональный колледж судостроения и судоходства                       | 福建船政交通职业学院     | 1866 | Провинциальный | Фучжоу    | https://www.fjcpc.edu.cn/  | НМВПК (недоступная ссылка) |
| Фуцзянский сельскохозяйственный профессионально-технический колледж                  | 福建农业职业技术学院     | 1902 | Провинциальный | Фучжоу    | http://www.fjny.com/       | (недоступная ссылка)       |
| Фуцзянский институт информационных технологий                                        | 福建信息职业技术学院     | 1906 | Провинциальный | Фучжоу    | http://www.fjpit.cn/       |                            |
| Фуцзяньский профессионально-технический колледж здравоохранения                      | 福建卫生职业技术学院     | 1912 | Провинциальный | Фучжоу    | http://www.fjwx.com.cn/    | (недоступная ссылка)       |
| Фуцзяньский спортивно-технический колледж                                            | 福建体育职业技术学院     | 1974 | Провинциальный | Фучжоу    | http://www.fjipe.cn/       | (недоступная ссылка)       |
| Фуцзяньский Южно-Китайский женский профессиональный колледж                          | 福建华南女子职业学院     | 1984 | Частный        | Фучжоу    | http://www.hnwomen.com.cn/ | (недоступная ссылка)       |
| Фуцзянский профессиональный колледж искусств                                         | 福建艺术职业学院         | 1958 | Провинциальный | Фучжоу    | https://www.fjyszyxy.com/  | (недоступная ссылка)       |
| Фуцзянский полицейский профессиональный колледж                                      | 福建警官职业学院         | 1985 | Провинциальный | Фучжоу    | http://www.fjjgxy.com/     |                            |
| Фучжоуский профессионально-технический колледж                                       | 福州职业技术学院         | 2000 | Провинциальный | Фучжоу    | http://www.fvti.cn/        |                            |
| Фучжоуский профессионально-технический колледж программирования                      | 福州软件职业技术学院     | 2005 | Частный        | Фучжоу    | http://www.fzrjxy.com/     | (недоступная ссылка)       |
| Фуцзянский профессионально-технический колледж водного хозяйства и электроэнергетики | 福建水利电力职业技术学院 | 1929 | Провинциальный | Саньмин   | https://www.fjsdxy.com/    | (недоступная ссылка)       |
| Чжанчжоуский профессионально-технический колледж                                     | 漳州职业技术学院         | 1984 | Провинциальный | Чжанчжоу  | /http://www.fjzzy.org/     | НМВПК                      |
| Чжанчжоуский городской колледж                                                       | 漳州城市职业学院         | 1905 | Провинциальный | Чжанчжоу  | http://www.zcvc.cn/        | (недоступная ссылка)       |
| Чжанчжоуский медицинский колледж                                                     | 漳州卫生职业学院         | 1934 | Провинциальный | Чжанчжоу  | http://www.zzyhxy.com/     |                            |
| Сямыньский городской колледж                                                         | 厦门城市职业学院         | 2002 | Провинциальный | Сямынь    | http://www.xmcu.cn/        |                            |
| Сямыньский профессиональный колледж Наньян                                           | 厦门南洋职业学院         | 2000 | Частный        | Сямынь    | https://www.ny2000.com/    | (недоступная ссылка)       |
| Сямыньский океанский профессионально-технический колледж                             | 厦门海洋职业技术学院     | 1958 | Провинциальный | Сямынь    | http://www.xmoc.cn/        | (недоступная ссылка)       |
| Фуцзянский профессионально-технический колледж лесного хозяйства                     | 福建林业职业技术学院     | 1953 | Провинциальный | Наньпин   | http://www.fjlzy.com/      | (недоступная ссылка)       |
| Профессионально-технический колледж Миньбэй                                          | 闽北职业技术学院         | 1929 | Провинциальный | Наньпин   | http://www.mbu.cn/         | (недоступная ссылка)       |
| Профессионально-технический колледж Минься                                           | 闽西职业技术学院         | 1983 | Провинциальный | Лунъянь   | http://www.mxdx.net/       |                            |
| Уишаньский профессиональный колледж                                                  | 武夷山职业学院           | 2007 | Частный        | Уишань    | https://www.wyszyxy.com/   | (недоступная ссылка)       |
| Ниндэский профессионально-технический колледж                                        | 宁德职业技术学院         | 1934 | Провинциальный | Ниндэ     | http://www.ndgzy.com/      |                            |
| Саньминский медицинский и технологический колледж                                    | 三明医学科技职业学院     | 1984 | Провинциальный | Саньмин   | http://www.smvtc.com/      | (недоступная ссылка)       |